# Grande Prêmio da Valônia
O Grande Prêmio de Valônia (oficialmente: Grand Prix de Wallonie) é uma carreira ciclista de um dia belga disputada na Valônia.
Criada em 1935, desde a criação dos Circuitos Continentais da UCI faz parte do UCI Europe Tour, dentro da categoria 1.1. A saída está situada em Chaudfontaine e a chegada no alto da Cidadela de Namur depois de uns 200 km de percurso.

## Grande Prêmio de Valônia feminino
Em 2005 também se disputou uma edição feminina, com o mesmo nome oficial que a sua homónima masculina sem limitação de idade, se disputando três dias após essa.
Foi de categoria 1.2 (última categoria do profissionalismo).
Teve menor quilometragem que a sua hómonima masculina ainda que com similares características.
Foi vencida pela britânica Nicole Cooke.

## Palmarés
| Ano                              | Vencedor                  | Segundo                | Terceiro                  |
| -------------------------------- | ------------------------- | ---------------------- | ------------------------- |
| 1935                             | Gustave De Greef          | Joseph Vanderhaegen    | Léopold Gerard            |
| 1936                             | Adolf Braeckeveldt        | Antonio Fabris         | Constant Struyven         |
| 1937                             | Karel Tersago             | René Pedroli           | Pierre Houbrechts         |
| 1938                             | Adolf Braeckeveldt        | Frans Demondt          | Leopold Van Den Bossche   |
| 1939                             | Adolf Braeckeveldt        | Adelin Van Simaeys     | Georges Christiaens       |
| 1940-1941 edições não realizadas |                           |                        |                           |
| 1942                             | Maurice Van Herzele       | Emiel Faingnaert       | Joseph Moerenhout         |
| 1943                             | Edward van Dijck          | Richard Depoorter      | Albert Ritserveldt        |
| 1944                             | Joseph Somers             | Eugeen Jacobs          | Lode Poels                |
| 1945-1948 edições não realizadas |                           |                        |                           |
| 1949                             | Jacques Geus              | René Walschot          | Jan Van Steen             |
| 1950                             | Joseph Verhaert           | Nello Sforacchi        | Eduard Van Ende           |
| 1951-1969 edições não realizadas |                           |                        |                           |
| 1970                             | Ferdinand Bracke          | Eddy Beugels           | Georges Pintens           |
| 1971                             | Felice Gimondi            | Walter Godefroot       | Georges Pintens           |
| 1972                             | Emile Cambré              | Jos van der Vleuten    | Georges Barras            |
| 1973                             | Albert Van Vlierberghe    | Gérard Besnard         | Walter Godefroot          |
| 1974                             | Frans Verbeeck            | Freddy Maertens        | Roger De Vlaeminck        |
| 1975                             | André Dierickx            | Eddy Merckx            | Ferdinand Bracke          |
| 1976                             | Herman Van Springel       | Freddy Maertens        | Frans Verbeeck            |
| 1977                             | Walter Planckaert         | Marc Demeyer           | Willem Peeters            |
| 1978                             | Willem Peeters            | Albert Van Vlierberghe | Jacques Martin            |
| 1979                             | Leo van Vliet             | Jean-René Bernaudeau   | Fedor den Hertog          |
| 1980                             | Willy De Geest            | Jacques Martin         | Claude Criquielion        |
| 1981                             | Walter Dalgal             | Charles Jochums        | Patrick Versluys          |
| 1982                             | Hennie Kuiper             | Gerard Veldscholten    | Jos Jacobs                |
| 1983                             | Stephen Roche             | Eric Vanderaerden      | Phil Anderson             |
| 1984                             | Frank Hoste               | Claude Criquielion     | Paul Sherwen              |
| 1985                             | Marc Madiot               | Joop Zoetemelk         | Claude Criquielion        |
| 1986                             | Steven Rooks              | Michel Dernies         | Patrick Versluys          |
| 1987                             | Pascal Poisson            | Jan Nevens             | Laurent Fignon            |
| 1988                             | Claude Criquielion        | Laurent Fignon         | Charly Mottet             |
| 1989                             | Thomas Wegmüller          | Robert Millar          | Jos van Aert              |
| 1990                             | Luc Leblanc               | Michel Dernies         | Johan Bruyneel            |
| 1991                             | Frank Van Den Abeele      | Johan Bruyneel         | Sammie Moreels            |
| 1992                             | Danny Nelissen            | Marc Bouillon          | Sammie Moreels            |
| 1993                             | Patrick Evenepoel         | Raymond Meijs          | Mario De Clercq           |
| 1994                             | Peter Farazijn            | Udo Bölts              | Jan Nevens                |
| 1995                             | Andrea Chiurato           | Maarten den Bakker     | Fausto Dotti              |
| 1996                             | Franco Ballerini          | Bo Hamburger           | Frank Corvers             |
| 1997                             | Dmitri Konyschew          | Laurent Madouas        | Davide Casarotto          |
| 1998                             | Udo Bölts                 | Rik Verbrugghe         | Stéphane Heulot           |
| 1999                             | Patrick Jonker            | Léon van Bon           | Koos Moerenhout           |
| 2000                             | Alberto Elli              | Didier Rous            | Kurt Van De Wouwer        |
| 2001                             | Axel Merckx               | Tom Stremersch         | Scott Sunderland          |
| 2002                             | Dave Bruylandts           | Lennie Kristensen      | Nicolas Fritsch           |
| 2003                             | Dave Bruylandts           | Marek Rutkiewicz       | Mickaël Pichon            |
| 2004                             | Nick Nuyens               | Philippe Gilbert       | Jérôme Pineau             |
| 2005                             | Nick Nuyens               | Björn Leukemans        | Igor Abakoumov            |
| 2006                             | Philippe Gilbert          | Nick Nuyens            | William Bonnet            |
| 2007                             | Bert De Waele             | Cédric Vasseur         | Thor Hushovd              |
| 2008                             | Stefano Garzelli          | Giovanni Visconti      | Jérôme Pineau             |
| 2009                             | Nick Nuyens               | Allan Davis            | Roy Sentjens              |
| 2010                             | Paul Martens              | Riccardo Riccò         | Cadel Evans               |
| 2011                             | Philippe Gilbert          | Julien Simon           | Björn Leukemans           |
| 2012                             | Julien Simon              | Greg Van Avermaet      | Björn Leukemans           |
| 2013                             | Jan Bakelants             | Thomas Voeckler        | Mathias Frank             |
| 2014                             | Greg Van Avermaet         | Tony Gallopin          | Jan Bakelants             |
| 2015                             | Jens Debusschere          | Jan Bakelants          | Christophe Laporte        |
| 2016                             | Tony Gallopin             | Petr Vakoč             | Jérôme Baugnies           |
| 2017                             | Tim Wellens               | Tony Gallopin          | Julien Simon              |
| 2018                             | Jasper Stuyven            | Dimitri Claeys         | Warren Barguil            |
| 2019                             | Krists Neilands           | Jasper Stuyven         | Jasper De Buyst           |
| 2021                             | Christophe Laporte        | Warren Barguil         | Tosh Van der Sande        |
| 2022                             | Mathieu van der Poel      | Biniam Girmay          | Gonzalo Serrano Rodríguez |
| 2023                             | Gonzalo Serrano Rodríguez | Dylan Teuns            | Jasper De Buyst           |
| 2024                             | Roger Adrià               | Alex Aranburu          | Clément Champoussin       |

Nota: Na edição 1987, o terceiro classificado inicialmente foi o ciclista francês Laurent Fignon, mas sua posição foi declarada deserta ao ter dado positivo por uso de anfetaminas.

## Palmarés por países
| País          | Vitórias |
| ------------- | -------- |
| Bélgica       | 37       |
| Itália        | 6        |
| Países Baixos | 5        |
| França        | 5        |
| Alemanha      | 2        |
| Irlanda       | 1        |
| Suíça         | 1        |
| Rússia        | 1        |
| Austrália     | 1        |
| Letônia       | 1        |